# Fabio Perini (azienda)
La Fabio Perini S.p.A. è un'azienda italiana, con sedi in tre continenti, specializzata nella progettazione e produzione di macchinari per la trasformazione e il confezionamento della carta tissue. È parte del gruppo tedesco Körber e della sua divisione Körber Process Solutions.

## Introduzione
La Fabio Perini S.p.A. è un'azienda metalmeccanica fondata a Lucca nel 1966 dall'inventore e imprenditore Fabio Perini. L'azienda è specializzata nella progettazione e produzione di macchinari per la trasformazione della carta tissue, rotoli industriali e per il relativo confezionamento.
La sede principale si trova a Lucca; altre undici sedi, otto di vendita e cinque di produzione, sono dislocate in tre continenti (America, Europa e Asia).
Dal 1994 fa parte della divisione Körber Process Solutions del gruppo multinazionale tedesco Körber con sede ad Amburgo, in Germania.

## Storia

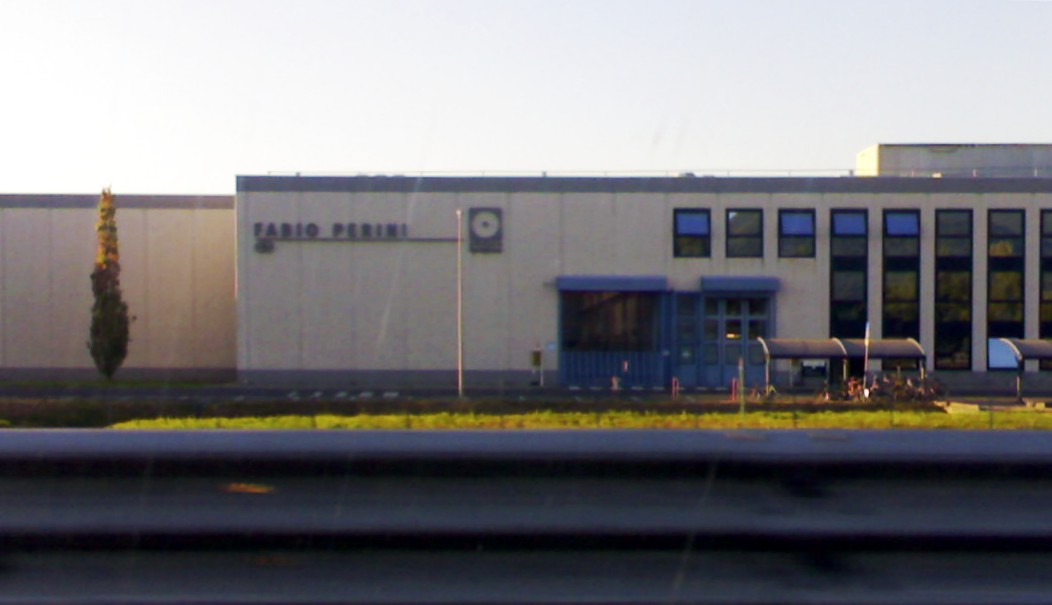
La sede principale di Lucca della Fabio Perini S.p.A.

### Fabio Perini e l'espansione dell'azienda
L'attività imprenditoriale di Fabio Perini inizia nel 1960, quando inventa un macchinario per il taglio automatico della carta "tissue" (primo della serie di numerosi brevetti).
Nel 1966 Fabio Perini fonda l'azienda individuale omonima, la Fabio Perini, con lo scopo di progettare nuove tecnologie e produrre macchinari per la trasformazione della carta per usi domestici (ad esempio: macchinari per la produzione di carta asciugatutto).
Negli anni sessanta, con il modificarsi degli stili di vita, il settore della carta per usi domestici si sviluppa sensibilmente.
Questa crescita favorisce l'azienda lucchese che cresce fino a trasformarsi, nel 1973, in una Società per azioni.

### Fabio Perini S.p.A.
Trasformata in una società per azioni, la Fabio Perini S.p.A. vive una fase di espansione internazionale. Negli anni settanta vengono aperte nuove sedi in Europa e America: due sedi di vendita in Europa (a Parigi nel 1974 e a Düsseldorf nel 1976), una sede di vendita negli Stati Uniti (a Green Bay nel 1978) e una sede di produzione in America Latina (a Joinville, Brasile, nel 1975).
Negli anni ottanta e novanta ulteriori nuove sedi di vendita vengono aperte in Asia (a Yokohama nel 1984, a Hong Kong nel 1985 e a Fuji nel 1991), Europa (a Londra nel 1984) e Stati Uniti (a Miami nel 1990).
In poco più di 20 anni, grazie a numerosi brevetti originali, la Fabio Perini si è trasformata da azienda individuale in una multinazionale capace di servire il 75% del mercato mondiale.
Nel 1991, per la sua capacità imprenditoriale, il fondatore Fabio Perini viene nominato Cavaliere Del Lavoro.

### Ingresso nel gruppo Körber
Nel 1994 il fondatore Fabio Perini cede la sua azienda alla multinazionale tedesca Körber, gruppo multinazionale specializzato nella produzione di macchine industriali.

La sede principale della Fabio Perini S.p.A. rimane a Lucca.
L'espansione dell'azienda continua e tre nuove sedi vengono aperte in Asia: due di vendita (a Singapore nel 1994 e a Seul nel 1995) e una di produzione (a Shanghai nel 2002).
Nel 2003 viene aperta a Lucca la Perini Engraving S.r.l., divisione del gruppo che si occupa della produzione di macchinari per la goffratura (in inglese engraving o embossing), ovvero il processo che permette di imprimere disegni in rilievo sulla carta (ad esempio sui tovaglioli o sugli asciugatutto).
Nel 2006 la Fabio Perini S.p.A. ha avuto un fatturato 169 milioni di euro.
Il 1º dicembre 2008 è stato nominato il nuovo Amministratore delegato, Alessandro Bulfon.
Dal 1º settembre 2012 Stefano Di Santo assume l'incarico di Amministratore delegato, della Fabio Perini S.p.A. diventando, in qualità di CEO, anche il responsabile della Fabio Perini Business Unit a livello mondiale.
Il 13 gennaio 2020 il gruppo dirigente comunica la decisione di spostare, presso lo stabilimento di Lucca, la produzione dei macchinari prodotti nello stabilimento di Bologna. Viene ufficializzata inoltre una procedura di licenziamenti collettivi che interesserà 66 lavoratrici e lavoratori occupati presso il sito produttivo di Bologna.

## Stabilimenti

### Sedi produttive
- Lucca (sede centrale)
- Calderara di Reno (BO) (divisione packaging)
- Green Bay
- Joinville
- Shanghai

### Sedi di vendita
- Neuss
- Surrey
- Miami
- Mosca
- Fuji

## Prodotti
Alcuni dei macchinari prodotti della Fabio Perini S.p.A. sono:
- Macchine per la trasformazione e il confezionamento (Casmatic) di rotoli igienici e da cucina;
- Macchine per la trasformazione di rotoli industriali;
- Macchine per il confezionamento (Casmatic) di prodotti piegati.

## Perini Journal
Dal 1979 al 1989 la Fabio Perini S.p.A. pubblica l'house organ Perini News Sheet. Nel 1989 questa pubblicazione, dedicata non solo a informare i dipendenti ma anche gli operatori di settore sull'andamento del mercato del tissue, cambia nome e viene chiamato Perini Journal - The World of Tissue. Sotto questa forma diventa una rivista semestrale con staff editoriale permanente e collaborazioni con esperti di settore e giornalisti, ed estende i suoi ambiti anche al di fuori del settore cartario, verso la cultura della carta in senso lato e verso la cultura in generale. Come Perini Journal viene pubblicata in edizione occidentale in italiano e inglese, con una tiratura media di 17 500 copie, e orientale, in cinese e inglese, con una tiratura media di 2 500 copie. Per distribuzione e numero di copie distribuite agli operatori di settore, è, nel mondo, il primo periodico specializzato nel tissue.